# Sylvie Blum
Ne doit pas être confondue avec la cinéaste française Sylvie Blum
Sylvie Blum, née Neubauer (née en 1967 à Taxenbach Autriche ) est photographe et ancien mannequin photo, entre autres pour Helmut Newton et Jan Saudek. Elle est devenue l'égérie et le sujet principal du photographe Günter Blum (de), qu'elle a épousé en 1995. À partir d'un apprentissage à l'école d'art de Mannheim, elle a commencé à travailler comme photographe après la mort de son mari en 1997. Sylvie Blum vit maintenant à Los Angeles. Son style rappelle le travail d'Ansel Adams et Herb Ritts.

## Œuvre picturales
- Venus selbst (Vénus elle-même). 87 autoportraits. Heidelberg : Edition Braus im Wachter Verlag, 2000. (l'ouvrage fait référence au livre illustré de Günter Blum, Vénus avec elle comme modèle)
- Hôtel Orient. Edition Braus aux éditions Wachter Verlag, 2002
- Nus. Édition Braus 2002 Heidelberg
- M. 6x6.com. Heidelberg, Edition Braus, 2004. "M de Sylvie Blum : M pour hommes, hommes, hommes..."

## Œuvre littéraire
- Sylvie Blum. Dans : Tom Ang (de). Photographies numériques. Prenez des photos comme les pros. Dorling Kindersley, Munich 2017, p. 120-127,  (ISBN 978-3-8310-3363-8).